# The Wire
The Wire (укр. Дріт) — британський щомісячний музичний журнал, що виходить у Лондоні. Розпочавши як видання, присвячене сучасному джазу та імпровізаційній музиці, журнал згодом розширив свою тематику та висвітлює ріжноманітні жанри та піджанри аванґардного року й експериментальної музики загалом.

## Історія
Журнал розпочала видавати 1982 року Namara Group. 2000 року шість постійних членів редакційної колєґії викупили журнал, і відтоді він виходить як часопис, незалежний від будь-якого видавництва чи медійного голдінґу. На посту головного редактора один за одним змінювалися Ентоні Вуд, Ричард Кук, Марк Сінкер, Роб Янґ, Кріс Бон і Тоні Геррінґтон.
Починаючи від 1997 року, деякі числа журналу виходять у комплекті зі збіркою на компакт-диску «The Wire Tapper». Із січня 2003 року «Wire» має свою щотижневу радіопередачу на лондонському Resonance FM. Редактори Тоні Геррінґтон і Роб Янґ випустили кілька книжок (збірок статей з журналу): «Invisible Jukebox» (1997), «Undercurrents: The Hidden Wiring of Modern Music» (2002), «The Wire Primers» (2009), «No Regrets: Writings on Scott Walker» (2012).

## Зміст
Рецензії на нові альбоми та збірки займають у кожному номері 20-25 стор., причому згуртовано їх не лише за алфавітом, але також тематично — аванґардний рок, даб, електроніка, гіп-гоп, джаз, імпровізація, сучасна композиція. Крім того є инші постійні рубрики, такі як «Невидимий музавтомат» (інтерв'ю з композитором або виконавцем, що супроводжується «сліпим» прослуховуванням музичних фраґментів і спробою вгадати їхніх авторів), «Підручник для початківців» (оглядова стаття про певний жанр чи музиканта), «Наклад» (нові книжки та журнали про музику), «На місці» (концерти та фестивалі).
Головними героями піблікацій в останніх числах журналу були Аннетт Бікок, Пітер Заммо, Джон Карпентер, Джон Колтрейн, Орнетт Коулман, Роско Мічелл, Марк Перрі (Alternative TV), Сісіл Тейлор, Марк Фелл, Роберт Фріпп (King Crimson), Кеідзі Хаіно, Autechre, Blurt, Boris, Carter Tutti, J Dilla, Kode9, Lightning Bolt, Moondog, Suicide, This Heat та багато инших.

## Автори
У «Wire» невеличка редакція, і більшість авторів є позаштатними. Серед найвідоміших — Ден Ворбьортон, Бен Вотсон, Брайєн Мортон, Саймон Рейнолдс, Дейвид Туп. Для журналу також писали музиканти Брайєн Іно, Джулійєн Коуп (Teardrop Explodes), Лі Ренелдо (Sonic Youth), Роберт Фріпп (King Crimson).